# Herb Krajenki
Herb Krajenki – jeden z symboli miasta Krajenka i gminy Krajenka w postaci herbu.

## Wygląd i symbolika
Herb przedstawia na czerwonej tarczy topór umieszczony pionowo i zwrócony w heraldycznie lewą stronę. Topór ma ostrze srebrne, rękojeść złotą.
Herb nawiązuje do herbu rodu Danaborskich, w których posiadaniu znajdowała się miejscowość w czerwcu 1420 roku, kiedy to Krajenka uzyskała prawa miejskie.